# Pristimantis baryecuus
Pristimantis baryecuus es una especie de anfibio anuro de la familia Craugastoridae.

## Distribución
Esta especie es endémica de la provincia de Morona-Santiago en Ecuador. Habita entre los 2195 y 2988 m de altitud en la ladera oriental de la Cordillera Oriental.

## Descripción
Los machos miden de 27.2 a 30.4 mm y las hembras de 38.2 a 43.5 mm.

## Publicación original
- Lynch, 1979 : Leptodactylid frogs of the genus Eleutherodactylus from the Andes of southern Ecuador. Miscellaneous Publication, Museum of Natural History, University of Kansas, vol. 66, p. 1-62[5]